# 刘锡庚
刘锡庚（1917年1月—2021年8月4日），山东滨县（今滨州市）人。中华人民共和国政治人物。
早年於陕北公学求學，后担任中共安新县委书记、冀中九地委《团结报》社社长、延安《解放日报》编辑。1948年后，担任中共徐州地委书记、南京农学院党委书记、中共苏州地委书记、江苏省革委会副主任。1978年，担任农林部副部长、农业部副部长、中国种子公司总经理、中央农业广播电视学校校长。